# Gerhild Schwendler
Gerhild Schwendler (* 17. Juni 1934 in Großröhrsdorf; † 24. Mai 2019) war eine deutsche Historikerin.

## Leben
Von 1954 bis 1958 studierte sie in Leipzig Geschichte an der Philosophischen Fakultät mit Abschluss Staatsexamen für das Lehramt an der Oberstufe (12. Klasse). Nach der Promotion 1965 zum Dr. phil. an der Philosophischen Fakultät der Karl-Marx-Universität Leipzig bei Max Steinmetz und Ernst Laboor und der Promotion B 1974 zum Dr. sc. phil. ebenda bei Hans Jürgen Friederici und Karl Czok war sie von 1977 bis 1992 Leiterin des Universitätsarchivs der Karl-Marx-Universität Leipzig und von 1977 bis 1992 außerordentliche Professorin für Geschichte der deutschen Arbeiterbewegung.

## Schriften (Auswahl)
- mit Gottfried Handel: Chronik der Karl-Marx-Universität Leipzig 1945–1959. Leipzig 1959.
- Die Politik der Kommunistischen Partei Deutschlands gegenüber den werktätigen Bauern während der Periode der relativen Stabilisierung des Kapitalismus. Leipzig 1965, OCLC 1071285438.
- Der antifaschistische Widerstandskampf unter Führung der KPD im ehemaligen Parteibezirk Leipzig der Kommunistischen Partei Deutschlands in den Jahren 1935–1941. Leipzig 1974, OCLC 721610465.
- mit Günter Katsch: Der Schreberverein und der Verband Leipziger Schrebervereine 1864–1922. Bilder und Dokumente. Leipzig 2004, OCLC 76567753.